# Министерство финансов и дерегулирования Австралии
Министерство финансов и дерегулирования Австралии является федеральным министерством правительства. Его роль заключается в оказании помощи правительству Австралии по достижению своих политических целей путём концентрации усилий в четырёх ключевых направлениях:
- Устойчивые финансы правительства
- Более эффективная работа правительства
- Более эффективное функционирование парламента
- Эффективного и рационального использования информационных технологий и связи правительства Австралии

Вопросы, рассматриваемые министерством, включают в себя:
- Бюджетные рекомендации по вопросам политики и процессов
- Финансовая отчетность правительству
- Консультации акционерам по вопросам государственных предприятий
- Отправка на пенсию по старости бывших и нынешних членов парламента и сотрудников австралийского правительства
- Продажа правительственных активов
- Австралийская избирательная комиссия
- Администрация прав парламентариев
- Правительственные онлайн-поставки и менеджмент информационных технологий и связи
- Консультации по австралийским будущим фондам правительства
- Управление правительственными материалами (через Национальный архив Австралии)
- Центральная система рекламы